# SMAP 2008 super.modern.artistic.performance tour
『SMAP 2008 super.modern.artistic.performance tour』（スマップ 2008 スーパー・モダン・アーティスティック・パフォーマンス・ツアー）は、2008年12月17日に発売されたSMAPの23作目のDVD。2014年3月26日にはBlu-ray Discが発売された。

## 概要

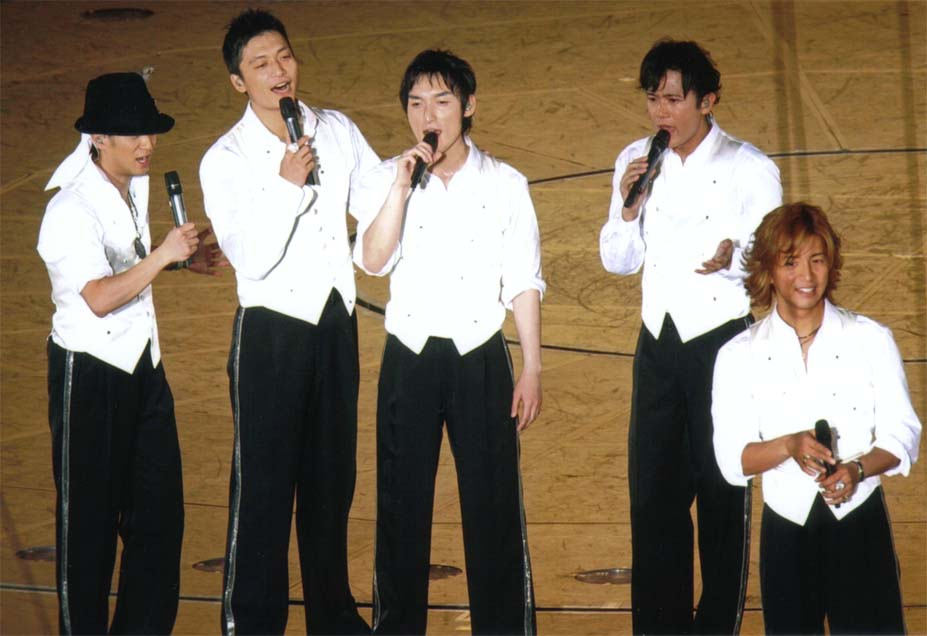
スマップ 2008 スーパー・モダン・アーティスティック・パフォーマンス・ツアー

2008年の9月24日から12月3日に行われたSMAPによる全国ツアー「SMAP 2008 super.modern.artistic.performance tour」が収められている。
SMAPのライブを収めた映像媒体としては初めて、DVD版のみの発売となった。「SMAP SHOP」限定で、ジャケットの白の部分を赤にしたものが販売された。配色が異なる以外は中身は同じ。
SMAPのLIVE DVDでは珍しく、ジャニーズ事務所の後輩（Hey!Say!JUMPのメンバーとジャニーズJr.）が映っている。
本作品には収録されていないが、12月3日の札幌公演では、ダブルアンコールとして、「Christmas Night」、「ダイナマイト」トリプルアンコールに「笑顔のゲンキ」を披露した。
12月29日付のオリコンDVD総合週間チャートで1位を獲得。また、2008年ミュージックDVDの初動売上最高記録を樹立した。
今回のコンサートツアーから、それまでSMAP結成から「Pop Up! SMAP LIVE! 思ったより飛んじゃいました! ツアー」までほぼ全てのコンサート構成に携わってきた中居正広と「SMAP LIVE AMIGOS!」の構成やその他コンサートにおける一部の演出を手がけた木村拓哉に次ぎ、新たに香取慎吾が全体の構成を担当することになった。
2014年3月26日にはSMAPでは初めてライブのBlu-ray Disc版が発売され、『We are SMAP! 2010 CONCERT DVD』と『GIFT of SMAP CONCERT'2012』のBlu-ray Disc版も同時発売となる。
2016年12月21日発売のベストアルバム「SMAP 25 YEARS」では、ジャンクションとして流された「チョモランマの唄」が初めてCD音源となって収録された。

## 収録内容

### 本編映像
DVD, BD 共通
※Blu-rayではDISC.1にまとめて収録。

#### DISC.1
1. OPENING
2. 弾丸ファイター
3. two of us
4. BANG! BANG! バカンス!
5. JUNCTION
6. Overture
7. $10
8. 青いイナズマ
9. らいおんハート
10. 友だちへ〜Say What You Will〜
11. Keep on
12. Still U[注 1]
13. この瞬間、きっと夢じゃない
14. Life Walker - 稲垣吾郎
15. Style - 木村拓哉
16. JUNCTION（チョモランマの唄）
作詞・作曲：山崎隆明[1]
17. がんばりましょう
18. White Message
19. ソウデス! - 草彅剛
20. どんないいこと
21. Jazz
22. ひとつだけの愛〜アベ・マリア
23. ココロパズルリズム
24. 宮下がつくったうた - 中居正広

#### DISC.2
1. JUNCTION
2. あなたのためにできること - 木村拓哉・稲垣吾郎・草彅剛
3. Last Smile
4. 夜空ノムコウ
5. そのまま
6. 世界に一つだけの花
7. Here Is Your Hit - 香取慎吾
8. 俺たちに明日はある
9. KANSHAして
10. Love loser
11. はじまりのうた
12. どうか届きますように
13. JUNCTION
14. Dear WOMAN
15. Mermaid
16. オレンジ
17. SHAKE
18. オリジナル スマイル
19. ありがとう

### 特典映像〈Tour Making〉
※DVDではDISC.3、Blu-rayではDISC.2に収録。
1. SMAP
2. Masahiro Nakai
3. Takuya Kimura
4. Goro Inagaki
5. Tsuyoshi Kusanagi
6. Shingo Katori
7. Talk〈東京ドーム 9/28〉

## コンサートツアー
- コンサートツアー『s.m.a.p 2008 super.modern.artistic.performance tour』について記述。

|        | 開催日時 | 開演時間 | 会場                  |
| 2008年 | 2008年   | 2008年   | 2008年                |
| ------ | -------- | -------- | --------------------- |
| 1      | 9月24日  | 18:00    | 東京ドーム            |
| 1      | 9月25日  | 18:00    | 東京ドーム            |
| 1      | 9月26日  | 18:00    | 東京ドーム            |
| 1      | 9月28日  | 18:00    | 東京ドーム            |
| 1      | 9月29日  | 18:00    | 東京ドーム            |
| 1      | 9月30日  | 18:00    | 東京ドーム            |
| 2      | 10月7日  | 19:00    | 京セラドーム大阪      |
| 2      | 10月8日  | 18:30    | 京セラドーム大阪      |
| 2      | 10月9日  | 18:00    | 京セラドーム大阪      |
| 3      | 11月19日 | 18:30    | 福岡Yahoo!JAPANドーム |
| 3      | 11月20日 | 18:30    | 福岡Yahoo!JAPANドーム |
| 3      | 11月21日 | 18:00    | 福岡Yahoo!JAPANドーム |
| 4      | 11月26日 | 18:30    | ナゴヤドーム          |
| 4      | 11月27日 | 18:00    | ナゴヤドーム          |
| 5      | 12月2日  | 18:30    | 札幌ドーム            |
| 5      | 12月3日  | 18:30    | 札幌ドーム            |